# Ampliación Loma Bonita, Hidalgo
Ampliación Loma Bonita är en ort i Mexiko.   Den ligger i kommunen Apan och delstaten Hidalgo, i den sydöstra delen av landet, 80 km öster om huvudstaden Mexico City. Ampliación Loma Bonita ligger 2 515 meter över havet och antalet invånare är 122.
Terrängen runt Ampliación Loma Bonita är kuperad norrut, men söderut är den platt. Runt Ampliación Loma Bonita är det ganska tätbefolkat, med 104 invånare per kvadratkilometer. Närmaste större samhälle är Calpulalpan, 16,6 km sydväst om Ampliación Loma Bonita. Trakten runt Ampliación Loma Bonita består till största delen av jordbruksmark.